# Megaselia semilutea
Megaselia semilutea är en tvåvingeart som beskrevs av Borgmeier 1962. Megaselia semilutea ingår i släktet Megaselia och familjen puckelflugor. Inga underarter finns listade i Catalogue of Life.